# Vehbi Günay
Vehbi Günay (* 1953; † 5. August 2023 in Görele) war ein türkischer Fußballspieler.

## Sportlicher Werdegang
Günay kam 1972 von Görelespor zu Kirklarelispor und spielte fortan in der 3. Futbol Ligi. 1974 wechselte er innerhalb der dritten Liga zu Diyarbakırspor und war Teil der Mannschaft, die bis 1977 unter Trainer Zeynel Soyuer in die 1. Lig aufstieg. In der Erstligaspielzeit 1977/78 gehörte er mit zehn Saisontoren ebenso wie im folgenden Jahr zu den fünf besten Torschützen der Meisterschaft. Mit dem Klub erreichte er im Pokalwettbewerb 1978/79 das letztlich gegen MKE Kırıkkalespor im Elfmeterschießen verlorene Viertelfinale, gemeinsam mit Mannschaftskamerad Reşit Kaynak sowie sieben weiteren Spielern wurde er dennoch mit seinen vier Wettbewerbstoren Torschützenkönig. Später rückte er ins zweite Glied und wurde zeitweise an Mersin İdman Yurdu respektive Zonguldakspor verliehen.
1982 wechselte Günay zu Gençlerbirliği Ankara in die 2. Futbol Ligi, mit dem Klub schaffte er den Aufstieg in die höchste Spielklasse. Dennoch verließ er den Klub 1984 in Richtung Yeni Afyonspor, anschließend beendete er beim seinerzeitigen Zweitligisten Kayserispor seine aktive Laufbahn.